# Madalum

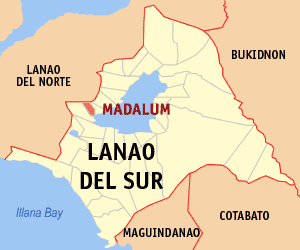
Bản đồ Lanao del Sur với vị trí của Madalum

Madalum là một đô thị hạng 4 ở tỉnh Lanao del Sur, Philippines. Theo điều tra dân số năm 2000 của Philipin, đô thị này có dân số 18.405 người trong 2.804 hộ.

## Các đơn vị hành chính
Madalum được chia ra 37 barangay.
| - Abaga - Bagoaingud - Basak - Bato - Bubong - Kormatan - Dandamun - Diampaca - Dibarosan - Delausan - Gadongan - Gurain - Cabasaran | - Cadayonan - Liangan I - Lilitun - Linao - Linuk - Madaya - Pagayawan - Poblacion - Punud - Raya - Riray - Sabanding | - Salongabanding - Sugod - Tamporong - Tongantongan - Udangun - Liangan - Lumbac - Paridi-Kalimodan - Racotan - Bacayawan - Padian Torogan I - Sogod Koloy |